# Ван Мейр, Эрик
Э́рик Ван Мейр (нидерл. Eric Van Meir; родился 28 февраля 1968, Деурн, Бельгия) — бельгийский футболист, известный по выступлениям за «Льерс», «Шарлеруа» и сборную Бельгии. Участник Чемпионатов мира 1994, 1998 и 2002, а также чемпионата Европы 2000. Впоследствии тренер.

## Клубная карьера
В 1985 году Ван Мейр начал карьеру в клубе «Берхем Спорт». Летом 1991 года он перешёл в «Шарлеруа», в котором провёл пять сезонов и, выступая за который, получил вызов в национальную команду. В 1996 году Эрик подписал контракт с «Льерсом». Вместе с новой командой Ван Мейр выиграл Лигу Жюпиле и дважды выиграл суперкубок Бельгии, а также стал обладателем национального кубка в 1999 году. После пяти сезонов в «Льерсе» Эрик уехал в Льеж заканчивать карьеру в местном «Стандарде». За два сезона он забил 2 гола и провёл 35 встреч.

## Международная карьера
В 1993 году Ван Мейр дебютировал за сборную Бельгии. В 1994 году он был включён в заявку национальной команды на участие в чемпионате Мира в США. На турнир Эрик поехал в качестве резервного футболиста и не принял участия ни в одной из встреч. В 1998 году он во второй раз принял участие в первенстве мира, но, как и в первый раз, не сыграл ни минуты.
В 2000 году Ван Мейр принял участие в домашнем чемпионате Европы. На турнире он также был в роли запасного и не выходил на поле. В 2002 году Эрик в третий раз принял участие в первенстве мира. На турнире он сыграл в матчах против сборных России, Туниса и Японии. Сразу после мундиаля он завершил карьеру в сборной. За национальную команду Эрик сыграл 35 матчей и забил 1 гол.

## Достижения
Командные
 «Льерс»
- Чемпионат Бельгии по футболу — 1996/1997
- Обладатель Кубка Бельгии — 1999
- Обладатель Суперкубка Бельгии — 1997
- Обладатель Суперкубка Бельгии — 1999